# Earl of Falmouth

Wappen der Earls of Falmouth (1821)

Earl of Falmouth war ein erblicher britischer Adelstitel, der je einmal in der Peerage of England und in der Peerage of the United Kingdom verliehen wurde.
Der Titel ist nach der Stadt Falmouth in Cornwall benannt.

## Verleihungen
Erstmals wurde der Titel am 17. März 1664 in der Peerage of England für Charles Berkeley, 1. Viscount Fitzhardinge geschaffen, zusammen mit dem nachgeordneten Titel Baron Botetourt, of Langport in the County of Somerset. Er war bereits am 14. Juli 1663 in der Peerage of Ireland zum Viscount Fitzhardinge, of Berehaven in the County of Kerry, und Baron Berkeley, of Rathdowne in the County of Wicklow, erhoben worden. Das Earldom und die englische Baronie erloschen bereits am 3. Juni 1665, als der Earl kinderlos starb. Die irischen Titel waren mit einem besonderen Vermerk zugunsten seines Vaters und dessen weiterer Söhne verliehen und fielen an ebendiesen.
In zweiter Verleihung wurde der Titel am 14. Juli 1821 in der Peerage of the United Kingdom an Edward Boscawen, 4. Viscount Falmouth verliehen. Er hatte bereits 1808 von seinem Vater die Titel Viscount Falmouth und Baron Boscawen-Rose geerbt, die am 9. Juni 1720 seinem Urgroßvater verliehen worden waren. Das Earldom erlosch beim kinderlosen Tod seines Sohnes, des 2. Earls, die übrigen Titel fielen an dessen Cousin als 6. Viscount.

## Liste der Earls of Falmouth

### Earls of Falmouth, erste Verleihung (1664)
- Charles Berkeley, 1. Earl of Falmouth (vor 1636–1665)

### Earls of Falmouth, zweite Verleihung (1821)
- Edward Boscawen, 1. Earl of Falmouth (1787–1841)
- George Boscawen, 2. Earl of Falmouth (1811–1852)